# یوتوکو
یوتوکو (انگلیسی: Yotoco) نام شهری در کشور کلمبیا است.